# Heptagenia sulphurea
Heptagenia sulphurea ist eine Art der Eintagsfliegen aus der Familie der Heptageniidae. Sie ist paläarktisch verbreitet.

## Merkmale

### Imagines
Die Imagines haben eine Körperlänge von 7 bis 12 mm, die Fäden am Hinterleibsende werden 13–23 mm lang, die Vorderflügellänge beträgt 9–13 mm. Wie bei allen Heptageniidae besitzen die Tiere nur zwei Schwanzfäden. Sie sind überwiegend gelb gefärbt, mit gelblich getönter, ungefleckter Flügelmembran, allerdings sind die Längsadern des Vorderflügels eher dunkelbraun getönt, nicht gelbbraun (wie bei Heptagenia coerulans). Der vor allem bei Anglern geläufige englische Trivialnamen "Yellow May dun" – zu deutsch: Gelbe Eintagsfliege, geht auf die Verwendung von ähnlich gestalteten gelb gefärbten Ködern beim Fliegenfischen zurück (dun bezeichnet eigentlich die etwas blasser gefärbte Subimago).
Die Art ist von den, in der Gestalt sehr ähnlichen, anderen Arten der Gattung Heptagenia meist anhand von Färbungsmerkmalen unterscheidbar. Die Komplexaugen sind im Leben blau mit schwarzer Basis (bleicht an fixierten Tieren zu grau aus). Auf der Oberseite der Tergite des Hinterleibs ist keine breite, dunkelrot gefärbte Mittellinie ausgeprägt (wie bei Heptagenia flava). Die Femora (Schenkel) der Vorderbeine sind auf der Oberseite einfarbig graugelb, ohne dunkle Flecken (wie bei Heptagenia coerulans) oder Binden (wie bei Heptagenia longicauda und Kageronia fuscogrisea). Der Hinterleib ist überwiegend gelblich, auf den Segmenten 2 bis 7 mit dunklem Hinterrand. Für eine sichere Bestimmung der Gattung und Art ist aber die Gestalt der Penisloben des Männchens zu vergleichen. Sehr schwierig ist die Unterscheidung zur (rein nordeuropäischen) Heptagenia dalecarlica.

### Nymphen
Die Nymphen (oder Larven) besitzen die typische, abgeflachte Gestalt der Heptageniiden, mit den Augen vollständig auf der Dorsalseite (Oberseite) des Kopfes. Anders als die Imagines besitzen sie ein Terminalfilum, also drei Schwanzfäden. Seitlich am Hinterleib sitzen Tracheenkiemen, jeweils aus einem Kiemenblättchen und darunterliegendem Fadenbüschel bestehend. Bei der Gattung sind die ersten Kiemenblättchen nicht vergrößert (wie bei Rhithrogena), Das Pronotum besitzt keine nach hinten gerichteten Fortsätze (wie bei Ecdyonurus) und an den Mundwerkzeugen sind die Glossae des Labiums durchgehend schmal (nicht wie bei Electrogena distal verbreitert).
Die Nymphen der Art erreichen 9–12 mm Körperlänge. Die Art kann von Kageronia fuscogrisea an der Gestalt des ersten Kiemenblättchens, schmal blattförmig mit parallelen Rändern, nicht herzförmig mit ausgezogener Spitze, unterschieden werden. Die Kiemenblättchen sind breit, nicht auffallend schmal wie bei Heptagenia coerulans. In der Färbung charakteristisch sind die markant geringelten Schwanzfäden: Jeweils zwei aufeinander folgende Segmente sind abwechselnd hell bzw. dunkel gefärbt. Die Nymphen tragen eine marmorierte Zeichnung aus hellen Flecken auf olivbraunem Grund, sie sind nicht so kontrastreich schwarz-weiß gescheckt wie diejenigen von Heptagenia coerulans. Der Hinterrand der Tergite des Hinterleibs trägt eine für die Art charakteristische Reihe aus zum Ende etwas zugespitzten, breit spatelförmigen Borsten, daneben auch Haarborsten.

## Verbreitung und Lebensraum
Die Art ist verbreitet in nahezu ganz Europa. Sie fehlt im eigentlichen Mittelmeerraum (südlich bis nördliche Iberische Halbinsel, Norditalien, Nord-Balkan), im Norden kommt sie bis in den Norden Schottlands und Skandinaviens (bis ins nördlichste Lappland) vor. Ihr großes Verbreitungsgebiet umfasst die gesamte nördliche Paläarktis, östlich bis zur Halbinsel Kamtschatka am Pazifik, Nachweise gibt es aus der Mongolei, sie fehlen bisher aus China, Japan und Korea. Die Vorkommen im Russischen Fernen Osten werden der Unterart Heptagenia sulphurea albicauda Kluge zugeschrieben, die sich durch ungeringelte Schwanzfäden unterscheidet. Nach Süden gibt es Nachweise aus der Türkei, Georgien und dem Irak.
In Deutschland ist sie in allen Bundesländern nachgewiesen.
Die Larven leben vor allem in Fließgewässern. Ihr Verbreitungsschwerpunkt liegt in den Ober bis Mittelläufen von Flüssen (limnologische Zone des Epipotamals bis Metapotamals), seltener kommt sie in den Unterläufen großer Bäche (im Metarhitral bis Hyporhithral) vor. In Nebengewässern wie Altarmen fehlt sie. Sie kommt von der Ebene bis in niedere Gebirgslagen, mit einer maximalen Höhenverbreitung bis 850 m, vor, bevorzugt also die planare bis kolline Höhenstufe. Sie lebt auf Hartsubstraten, bevorzugt Kies, selten auch Feinkies oder Wasserpflanzen (auch Totholz), vor allem in Bereichen mit mäßiger bis geringer Strömung (rheo- bis limnophil). In Bezug auf die Wassertemperatur ist sie nicht wählerisch (eurytherm).

## Lebensweise
Die Larve passt sich der Strömung der Fließgewässerbiotope an, indem sie sich dicht an Steine gepresst am Gewässergrund versteckt. Während die Körperunterseite stark abgeflacht ist, wölben sich die Körperoberseite und die Kiemen dachförmig. Dadurch drückt das darüberströmende Wasser den Körper an den Stein und reißt ihn nicht mit. Sie können mit ruckartigen Bewegungen schwimmen, unterbrechen den Schwimmvorgang aber immer wieder durch Festhalten an Wasserpflanzen und Steinen. Als Nahrung dienen den Larven alle erreichbaren kleinen Pflanzen- und Tierreste und lebende Algen. Dabei weiden sie Periphyton von den Steinen ab oder sammeln organische Nahrungspartikel des Detritus aus den Sedimenten.
Die subadulten Tiere schlüpfen auf dem offenen Wasser, bevorzugt in den Abendstunden, recht unabhängig vom Wetter. Die Flugperiode ist ungewöhnlich lang, adulte Exemplare finden sich von Mai bis Juli, manchmal auch bis in den Oktober. Es gibt in Mittel- und Nordeuropa nur eine Generation im Jahr, diese gruppiert sich aber in sich schneller entwickelnde (Mai bis Juli) und langsamer entwickelnde (August bis September) Individuen. Im Süden gibt es Hinweise auf eine zweite Generation. Durch den Klimawandel kann sich die Flugzeit nach hinten verschieben. Die Eiablage der Weibchen erfolgt während des Flugs über der Wasseroberfläche oder sitzend auf der Wasseroberfläche. Die Eier werden dabei im Wasser abgelegt und die Weibchen sterben kurze Zeit später.

## Gefährdung
In geeigneten Biotopen ist diese Eintagsfliege häufig zu finden. Menschliche Eingriffe in den Wasserhaushalt haben zu deutlichen Bestandsänderungen bei dieser Art geführt.
Der Saprobienindex der Art liegt bei 2,0, ihr Indikationsgewicht bei 8. Die Art ist relativ tolerant gegenüber Gewässerverschmutzung, leidet aber stark unter eingeschwemmtem Schlamm. So konnte sie deswegen die Maas, trotz wieder verbesserter Wasserqualität, von den Reliktvorkommen in der Göhl-Mündung aus nicht wiederbesiedeln. Nachdem sie dort wegen der Gewässerverschmutzung lange Zeit ausgestorben war, hat sie aber inzwischen einige Abschnitte des Rheins erfolgreich wiederbesiedelt.

## Taxonomie
Synonyme dieser Art lauten Ephemera sulphurea Müller 1776 und Heptagenia elegans (Curtis 1834).